# Pedro Bordo de San Superano
Pedro Bordo de San Superano, född okänt år, död 1402, var en monark i den grekiska korsfararstaten furstendömet Achaea från 1396 till 1402. 
Han var legosoldat och köpte Achaea av dess länsherre, kungen av Neapel. Han efterträddes av sin änka.